# Mauna Loa
Mauna Loa  é um vulcão que se situa na Ilha Havaí, uma das ilhas do arquipélago do Havai. É, em volume, o maior vulcão em escudo na Terra, atingindo os 4169 m de altitude (10.000 metros desde a base) e 90 km de largura. 
É ultrapassado em altitude pelo Mauna Kea, na mesma ilha, que é, todavia, um vulcão inativo ou em fase pós-escudo.
Trata-se de um vulcão pouco inclinado, possuindo no seu interior um lago constituído de lava fundida incandescente.
Ocasionalmente a lava sobe,  transbordava sob a forma de escoadas rápidas e fluídas (a lava tem pouca viscosidade) - rios de lava que podem atingir grandes distâncias, queimando tudo por onde passam.
Crê-se que o vulcão Mauna Loa está ativo há pelo menos 700 000 anos e terá emergido do fundo do mar há 400 000 anos, embora as mais antigas rochas datadas não tenham mais de 200 000 anos. Entrou em erupção no dia 27 de novembro de 2022, 38 anos após sua última erupção, em 1984.
Contam-se 33 erupções do Mauna Loa em tempos históricos. Nenhuma erupção recente causou mortes, mas as de 1926 e de 1959 destruíram várias aldeias, e a cidade de Hilo está parcialmente construída sobre as correntes de lava de finais do século XIX. Por causa dos perigos que corre a presença humana na região, o Mauna Loa é parte do programa Vulcões da Década, que motiva o estudo dos mais perigosos a nível mundial. O Mauna Loa tem sido intensamente observado pelo Observatório Havaiano de Vulcões (HVO) desde 1912. As observações da atmosfera são recolhidas pelo Observatório Mauna Loa, e do sol pelo Observatório Solar Mauna Loa, ambos localizados perto do topo do vulcão. O Parque Nacional dos Vulcões do Havai cobre o cume e a encosta sudeste do vulcão e inclui ainda o Kilauea.
O magma provém de um ponto quente do manto terrestre muito abaixo da ilha, o qual é responsável pela criação da cadeia de ilhas do Havaí, há dezenas de milhões de anos. Pensa-se que o lento fluxo da placa tectônica do Pacífico conduzirá eventualmente ao afastamento deste ponto quente e extinguir-se-á dentro de quinhentos mil anos a um milhão de anos.